# Eber Finn
En la mitología irlandesa Eber Finn (Heber, Eibhear) era un hijo de Míl Espáine (Miled or Milesius) y Scota que participó en la conquista Milesia de Irlanda. Eber llegó a Irlanda en Inver Sceni en la bahía de Bantry. 

## Historia
Eber y su hermano Éremón se enfrentaron en batalla contra los Tuatha Dé Danann en Taillte y mataron a los tres reyes y las tres reinas de los De Danann. Los sobrevivientes de esta batalla se escaparon a las colinas, lo que puede ser la fundación de historias posteriores sobre la gente encantada y las hadas que viven debajo de las colinas irlandesas. 
Una vez conquistada, la isla fue dividida entre Eber y Éremón, Eber tomó la mitad meridional y Éremón el norte. Eber era infeliz con esta división, sintiendo que su mitad era inferior, y fue a la guerra contra su hermano, pero fue derrotado y matado. En una versión de la historia, era la esposa de Eber la que estaba descontenta. Ella deseaba poseer la colina de Tara, que estaba en la mitad de Éremón, pero la esposa de Éremón no la daría, así fue como llegó la batalla. 
Cuando Eber fue matado, la alta monarquía de toda la Irlanda correspondió a su hermano. Sin embargo, durante muchos siglos más, los Eremonianos, descendientes de Éremón, y los Eberianos, descendientes de Eber, continuaron luchando entre ellos. Y los Eberianos también lucharon con los Ithianos, descendientes del tío de Miled, Ith, para controlar Munster. 
Los hijos de Eber eran Conmhaoil, Ér, Orba, Ferón y Fergna. 
El nombre Hibernia (usado por Julio César) para Irlanda pudo derivar de Eber (o de Heber), y el nombre Ireland mismo del Irlandés. Los vikingos y los sajones la llamaron Ir-land o Ir-landa.